# Tarantula (bok)
Tarantula är en roman skriven av musikern Bob Dylan mellan 1965 och 1966, släppt officiellt 1971. Kritiker har sagt att den liknar omslagstexterna på Dylans album Bringing It All Back Home och Highway 61 Revisited.
Dylan berättade en gång att Tarantula var en bok som aldrig var meningen att bli en bok: "Things were running wild at that point. It never was my intention to write a book." Bob Dylan har också jämfört boken med John Lennons bok In His Own Write, och sa även att hans dåvarande manager Albert Grossman skrev på att Dylan skulle skriva en bok vilket musikern själv inte hade gått med på.
Tarantula blev färdig 1966 och kunde köpas samma år fast endast inofficiellt på A4 papper. Boken kunde köpas i affärer först 1971.